# José de Huéscar
Pour les articles homonymes, voir Huéscar (homonymie).
 (juillet 2011).
Si vous disposez d'ouvrages ou d'articles de référence ou si vous connaissez des sites web de qualité traitant du thème abordé ici, merci de compléter l'article en donnant les références utiles à sa vérifiabilité et en les liant à la section « Notes et références ».
José de Huéscar né à Albacete (Espagne) le 27 août 1938, mort à Aouste-sur-Sye (France) le 29 avril 2007 est un dessinateur de bande dessinée espagnol.

## Biographie
José de Huéscar, apprend le français et l’italien. Sportif, il est ceinture noire de judo, champion d’Espagne de tir. Il travaille pour l'agence Selecciones Ilustradas et pour les éditions Toray de Barcelone, suit des cours aux Beaux Arts, apprend l’anglais et les techniques du journalisme.
En 1969, il dessine pour le trimestriel français Coplan. En 1970, il s’établit en France avec sa première épouse, Carmen Lévi, dessinatrice-coloriste (ils se séparent en 1980 et divorcent en 1985). Il dessine pour Rintintin, La vie du rail, Le Hérisson, Marius, Ici Paris, L’Humanité, La Vie Ouvrière, La Dépêche du Midi, le groupe Hachette, Pif Gadget aux éditions Vaillant avec la série L’Agence Eurêka, Les Aventures du macromonde et des adaptations de séries TV comme Mannix. Il dessine aussi les couvertures de romans pour la série Jag de Gérard de Villiers, et réalise l’illustration sur la boîte du jeu « La bataille navale ». Sous le pseudonyme de Garvi, il figure aussi au sommaire de la revue Circus en 1987, pour Le Batard de Vénus sur un scénario de Marau, une bande dessinée érotique aux éditions Glénat.
Ses œuvres principales sont L’Histoire du Far West, Yvain à la recherche du chaudron d’or, publiées en BD dans Pif Gadget et Le livre de la jungle en 1982 aux éditions G.P Rouge et Or, prépublié également dans Pif Gadget.
Il est avant tout un dessinateur, avec un souci de la précision historique, comme en témoigne sa bande dessinée en 1985 Gaston Fébus et le Prince Noir, sur un scénario de l'historien Pierre Tucoo-Chala. 
Il apprécie beaucoup le western, qui imprègne son œuvre. À partir de 1988, il se consacre exclusivement à la peinture. Il donne des cours dans différentes écoles de beaux-arts, et propose des interventions à Angoulême. Avec Josine, qu’il a rencontrée en 1982, ils décident de vivre à Saint-Fargeau-Ponthierry en Seine-et-Marne et se marient en juillet 1998, se retirent dans la Drôme en 2000 pour se rapprocher de leurs filles adoptives. 
Sa veuve, Josine de Huéscar, ses filles, Florence et Agnès et sa sœur Mari Carmen de Huéscar lèguent ses œuvres à la ville de Huéscar en Andalousie (Espagne) et la Fondation José de Huéscar voit le jour officiellement le 4 mai 2011.